# هلموت شميد
هلموت شميد هو أستاذ جامعي سويسري، ولد في 12 سبتمبر 1914 في درسدن في ألمانيا، وتوفي في 27 أبريل 1998 في سبوكين في الولايات المتحدة.